# Пармське міське поселення
Па́рмське міське поселення (рос. Пармское сельское поселение) — муніципальне утворення у складі Усінського міського округу Республіки Комі, Росія. Адміністративний центр та єдиний населений пункт — селище міського типу Парма.

## Населення
Населення — 1248 осіб (2010; 1387 у 2002, 8898 у 1989).